# Черепаха Форстена
Черепаха Форстена (Indotestudo forstenii) — вид черепах з роду Індійські сухопутні черепахи родини Суходільні черепахи. Отримала назву на честь голландського зоолога Елтіо Алегондаса Форстена. Інша назва «целебеська черепаха».

## Опис
Загальна довжина карапаксу досягає 27 см. Спостерігається статевий диморфізм: самці більші за самиць. Голова масивна, товста. Верхня щелепа витягнута, загострена. Панцир куполоподібний, трохи піднятий догори та дещо подовжений. Кінцівки міцні
Голова сіро-коричнева. Під час шлюбного періоду ніс та очі самців стають рожевими або помаранчевими. Карапакс жовто-коричневого або світло-коричневий. забарвлення. Пластрон має блідо-жовтувато-зелений колір.

## Спосіб життя
Полюбляє тропічні вічнозелені ліси та тропічних напіввічнозелені ліси, пагорби, невисокі гори. Активна у сутінках або вночі. Харчується поганами рослин, фруктами, грибами, іноді вживає молюсків та падло.
Самиця відкладає від 1 до 4 яєць у ямку, яку риє у теплому та вологому ґрунті. Через 101 день з'являються черепашенята. За сезон буває до 2 кладок.
У неволі добре розмножується, при цьому новонароджені ростуть дуже швидко. Вживається в їжу.

## Розповсюдження
Мешкає на о. Сулавесі та Молуккських островах (Індонезія).